# Stella strana
Una stella strana, o stella strange, è una stella di quark composta anche da quark strange (o "strani"), e quindi di materia di quark strana, detta semplicemente materia strana; questo tipo di stelle forma quindi un sottogruppo delle stelle di quark.
All'agosto 2021, questi oggetti astronomici sono soltanto ipotetici e non è mai stata trovata alcuna prova della loro reale esistenza, la quale si basa strettamente sulla validità della cosiddetta ipotesi di stabilità di Bodmer-Witten, secondo cui la fase più stabile della materia sarebbe una miscela formata per un terzo di quark up, per un terzo di quark down e per un terzo di quark strani.
Il motivo per cui la materia ordinaria non decade in questo stato più stabile è che il processo richiede molte transizioni deboli simultanee e ha quindi una scala temporale molto superiore all'età dell'universo. Ciò comporta che i quark strani di fatto non siano presenti nella materia ordinaria, tuttavia in questo caso si sarebbero formati a partire dalla materia di quark composta solo da quark up e down presente nel centro delle stelle di neutroni, dove l'elevatissima pressione le consentirebbe di essere stabile nonostante la sua altissima energia di Fermi, dando origine, come detto, alla più stabile materia strana.
Tali stelle avrebbero quindi uno strato crostale di neutronio composto da materia strana il cui spessore dipenderebbe dalle condizioni fisiche dell'intera stella nonché dalle proprietà della materia strana in generale, e un nucleo più interno che potrebbe essere composto sempre da materia strana o da materia di quark non strana (o "materia di quark ordinaria").
È stata inoltre ipotizzata l'esistenza di stelle solo parzialmente composte da materia di quark, inclusa la materia strana, che in letteratura sono talvolta chiamate "stelle ibride".
L'esistenza della sopraccitata simile crosta di materia strana è stata proposta come possibile spiegazione per i lampi radio veloci (dall'inglese fast radio burst, abbreviato in FRB), fenomeni astrofisici ad alta energia che si manifestano come un impulso radio di breve durata, intorno a pochi millisecondi. Sebbene il tutto sia ancora a livello teorico, ci sono buoni indizi del fatto che il collasso di una siffatta crosta potrebbe innescare la generazione di un FRB.

## Caratteristiche
Una ricerca teorica del 2006 eseguita dal gruppo di Jaikumar, Reddy e Steine, ha scoperto i meccanismi con cui le stelle di quark recanti in superficie degli strangelet, ossia particelle ipotetiche costituenti uno stato legato contenente dei quark di tipo strange, particolarmente grandi (definiti "pepite di quark strange"), potrebbero avere campi elettrici e densità inferiori rispetto ai valori ipotizzati dalle precedenti ricerche teoriche, facendo apparire tali stelle quasi indistinguibili dalle normali stelle di neutroni. Ciò suggerirebbe addirittura che molte delle stelle di neutroni conosciute, se non addirittura tutte, potrebbero essere delle stelle strane. Va precisato che gli autori hanno basato il loro lavoro su alcune assunzioni fondamentali del tutto ipotetiche che hanno introdotto nei loro risultati incertezze tali da non renderli sufficientemente significativi a risolvere la questione.
Altri studi teorici, sempre del 2006, sostengono che un confine netto tra una siffatta materia di quark e il vuoto dello spazio avrebbe proprietà molto diverse da quelle mostrate dalla superficie di una stella di neutroni.
Tenendo conto di parametri chiave come la tensione superficiale e le forze elettriche che sono stati trascurati nel menzionato studio di Jaikumar, Reddy e Steiner, un team di ricerca guidato da K. Rajagopal ha condotto uno studio i cui risultati hanno mostrato l'esistenza di un valore critico della tensione superficiale al di sotto del quale strangelet di dimensione troppo elevata sarebbero instabili e soggetti a frammentazione, e le superfici delle stelle strane si presenterebbero disgregate in una crosta cristallina fatta di strangelet carichi immersi in un gas di elettroni.
In definitiva è quindi evidente come siano necessarie ulteriori ricerche sia teoriche che osservative, per dimostrare la possibile esistenza delle stelle strane.

## Collasso della crosta
Affinché la crosta di una stella strana collassi, essa deve in qualche modo accumulare materia dall'ambiente che la circonda.
Il conseguente rilascio di una seppur piccola quantità di materia potrebbe poi causare un effetto a cascata sulla crosta della stella che, si ritiene, potrebbe tradursi – nelle fasi iniziali del collasso – in un massiccio rilascio di energia magnetica e di coppie di elettroni e positroni. Un simile rilascio di particelle ad alta energia e di energia magnetica in un così breve intervallo di tempo farebbe dirigere le coppie elettrone/positrone appena emesse verso i poli della stella strana a causa dell'aumento dell'energia magnetica creato all'iniziale espulsione di materia dalla stella strana. Una volta che queste coppie elettrone/positrone si fossero dirette ai poli della stella, verrebbero poi espulse a velocità relativistiche, il che si propone di essere una delle cause dei FRB.

## Stelle strane primordiali
Studi teorici hanno portato alla luce il fatto che le stelle di quark potrebbero essere state prodotte non solo a partire da stelle di neutroni o potenti supernove, ma che potrebbero anche esser state create all'inizio dell'era degli adroni, ossia circa venti microsecondi dopo il Big Bang, quando l'energia termica divenne sufficientemente bassa da consentire il legame fra i quark mediante l'interazione forte.
Se queste stelle di quark primordiali avessero potuto trasformarsi in stelle di materia strana prima che le condizioni di temperatura e pressione esterne dell'universo primordiale le rendesse instabili, allora avrebbero potuto diventare stabili, sempre che sia vera la già citata congettura di Bodmer-Witten, e avrebbero anche potuto sopravvivere fino ai nostri giorni.

## Candidate
Come detto, a tutto agosto 2021 non ci sono state osservazioni di stelle strane; tuttavia, secondo alcuni studi, un buon candidato a stella strana è l'oggetto che si è fuso con un buco nero dando originale al segnale di onda gravitazionale GW190814, registrato nell'agosto 2019. Il segnale proveniva dalla fusione di un oggetto con una massa pari a circa 2,6 volte quella del Sole, con un buco nero di circa 23 masse solari.
Date le sue dimensioni, tale oggetto poteva essere o il buco nero più leggero di sempre o la stella di neutroni più massiccia mai scoperta, ma il problema maggiore era che una stella di neutroni di massa pari a 2,5-2,6 quella solare violerebbe alcuni limiti della fisica nucleare o alcune precedenti osservazioni astrofisiche.
Per supportare masse così grandi la materia nucleare dovrebbe essere estremamente rigida, ma ciò escluderebbe la possibilità di avere raggi significativamente inferiori a circa 12 km per stelle di neutroni di massa intorno a 1,4-1,5 masse solari come invece suggerito da alcune analisi osservative. L'ipotesi dell'esistenza di stelle strane, e quindi di una coesistenza di stelle di neutroni, che possono avere raggi anche molto inferiori a 12 km, e di stelle strane, che possono raggiungere valori di massa maggiore (la materia costituita esclusivamente da quark deconfinati non è affatto soffice), potrebbe consentire quindi di aggirare i sopraccitati problemi.